# Université Julius-Nyerere de Kankan
L'université Julius-Nyerere de Kankan (ou UJNK) est une université publique située à Kankan, la deuxième ville de la Guinée.

## Historique
Fondé en 1964 sous l’appellation « École normale secondaire », l'établissement a été renommé « université Julius-Nyerere de Kankan » en 1989 (décret n° 175/PRG/ SGG/89 du 27 septembre 1989). Elle porte le nom de Julius Nyerere, un homme politique tanzanien.
Il s'agit de la deuxième plus grande institution universitaire de Guinée.

## Organisation
L'université est composée de quatre facultés, une école supérieure et des masters :
- Faculté des sciences de la nature
- Faculté des sciences sociales
- Faculté des sciences économiques et de gestion
- Faculté des lettres et langue
- École supérieure des sciences de l'information
- Master biodiversité et écologie
- Master physico-chimique et des matériaux
- Master pluridisciplinaire en sciences sociales.

## Liste des recteurs
Moustapha Sangaré depuis 27 mai 2021.

## Ancien étudiants
- Hadja Fatoumata Yèbhè Bah, agronome et femme politique guinéenne
- Bill de Sam, ministre de la culture guinéenne (2021-2024).